# Hans Fricke (Biologe)
Hans W. Fricke (* 28. Juli 1941 in Schönebeck (Elbe)) ist ein deutscher Biologe und Tierfilmer.

## Leben
Hans Fricke studierte zunächst Biologie in Berlin. Er promovierte 1968 und habilitierte sich 1978 in München im Fach Zoologie. Fricke war Gastwissenschaftler am Max-Planck-Institut für Verhaltensphysiologie in Seewiesen und Gastprofessor der Hebräischen Universität Jerusalem. Seit 1988 ist er Honorarprofessor an der Ludwig-Maximilians-Universität München. Seine Forschungsgebiete sind die Ökologie und das Sozialverhalten mariner Organismen. 
Neben wissenschaftlichen Arbeiten hat Fricke Artikel für die Zeitschriften Geo und National Geographic geschrieben. Für seine Dokumentar- und Fernsehfilme wurde er mit zahlreichen internationalen Preisen ausgezeichnet, unter anderem mit der Goldenen Nautilus.
Das Filmarchiv von Hans Fricke wird von der FRICKEFILM Filmproduktion verwaltet.

## TauchbootJago
Bekannt wurde Fricke auch durch den Einsatz der Forschungs-U-Boote Geo und Jago zur Erforschung von Tieren im Meer und im Süßwasser und durch seine Forschungen zum Verhalten der Quastenflosser. 
Im Jahre 1998 war das Tauchboot Jago am Königssee im Einsatz, hierbei fand das Tauchbootteam auf dem Grund einen VW Käfer. 
Das Tauchboot Jago wurde am 1. Januar 2006 dem Leibniz-Institut für Meereswissenschaften (IFM-GEOMAR, seit 2012 GEOMAR Helmholtz-Zentrum für Ozeanforschung Kiel) übereignet. Dort wird es von den ehemaligen Teammitgliedern Jürgen Schauer und Karen Hissmann weiter betrieben.